# حجم پایان دیاستولی
در فیزیولوژی قلب و عروق، حجم پایان دیاستولی (به انگلیسی: End-diastolic volume) (EDV) به حجم خون در بطن راست و / یا بطن چپ در هنگام پایان خون‌گیری یا پر شدن (دیاستول) یا مقدار خون در بطن‌ها دقیقاً قبل از سیستول است. از آنجا که EDV بیشتر باعث اتساع بیشتر بطن می‌شود، EDV اغلب به‌طور مترادف با پیش‌بار استفاده می‌شود، که به طول سارکومر در عضله قلب قبل از انقباض (سیستول) اشاره دارد. افزایش EDV باعث افزایش پیش بار قلب می‌شود و از طریق مکانیسم فرانک–استارلینگ قلب، میزان خون خارج شده از بطن در طی سیستول (حجم ضربه‌ای) را افزایش می‌دهد.

## مقادیر نمونه
| حجم‌های بطنی                 | حجم‌های بطنی           | حجم‌های بطنی            |
| --------------------------- | --------------------- | ---------------------- |
| مشخصه                       | بطن راست              | بطن چپ                 |
| حجم پایان دیاستولی          | 144 mL(± 23 mL)       | 142 mL (± 21 mL)       |
| حجم پایان دیاستولی/ سطح بدن | 78 mL/m2 (± 11 mL/m2) | 78 mL/m2 (± 8.8 mL/m2) |
| حجم پایان سیستولی           | 50 mL (± 14 mL)       | 47 mL (± 10 mL)        |
| حجم پایان سیستولی/ سطح بدن  | 27 mL/m2 (± 7 mL/m2)  | 26 mL/m2 (± 5.1 mL/m2) |
| حجم ضربه ای                 | 94 mL (± 15 mL)       | 95 mL (± 14 mL)        |
| حجم ضربه ای/ سطح بدن        | 51 mL/m2 (± 7 mL/m2)  | 52 mL/m2 (± 6.2 mL/m2) |
| کسر تخلیه                   | ۶۶٪ (± ۶٪)            | ۶۷٪ (± ۴٫۶٪)           |
| ضربان قلب                   | 60–100 bpm            | 60–100 bpm             |
| برون‌ده قلبی                 | 4.0–8.0 L/minute      | 4.0–8.0 l L/minute     |

حجم پایان دیاستولی بطن راست (RVEDV) بین ۱۰۰ تا ۱۶۰ میلی لیتر است. شاخص حجم پایان دیاستولی بطن راست (RVEDVI) توسط RVEDV / BSA محاسبه و در محدوده بین ۶۰ تا ۱۰۰ میلی لیتر / متر می‌باشد. 2.